# Astragalus vallicoides
Astragalus vallicoides är en ärtväxtart som beskrevs av Andrej Pavlovich Khokhrjakov. Astragalus vallicoides ingår i släktet vedlar, och familjen ärtväxter. Inga underarter finns listade i Catalogue of Life.